# Gonzalo Fernández de Córdoba y Aguilar

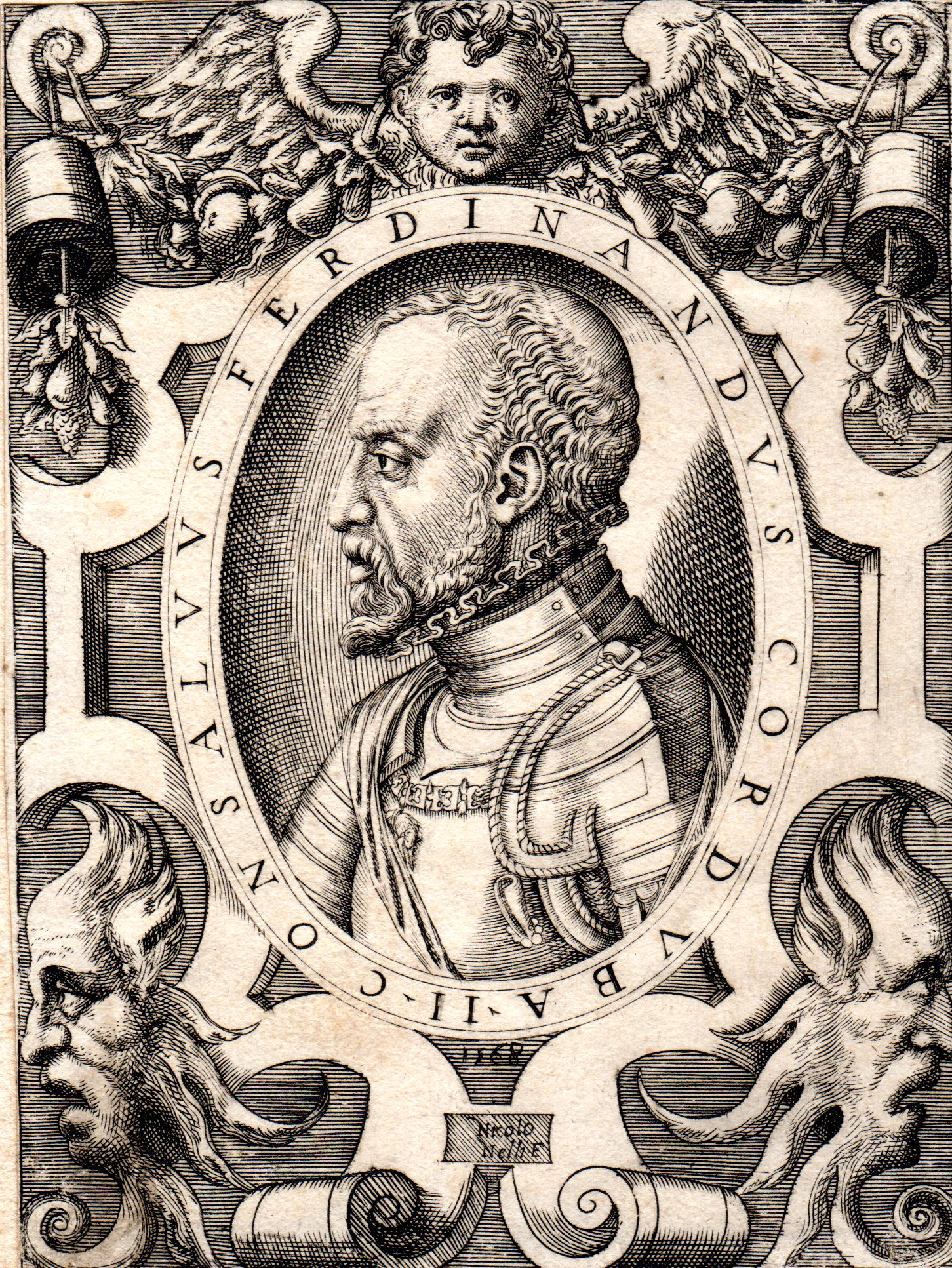
Kupferstich von Nicolo Nelli 1568

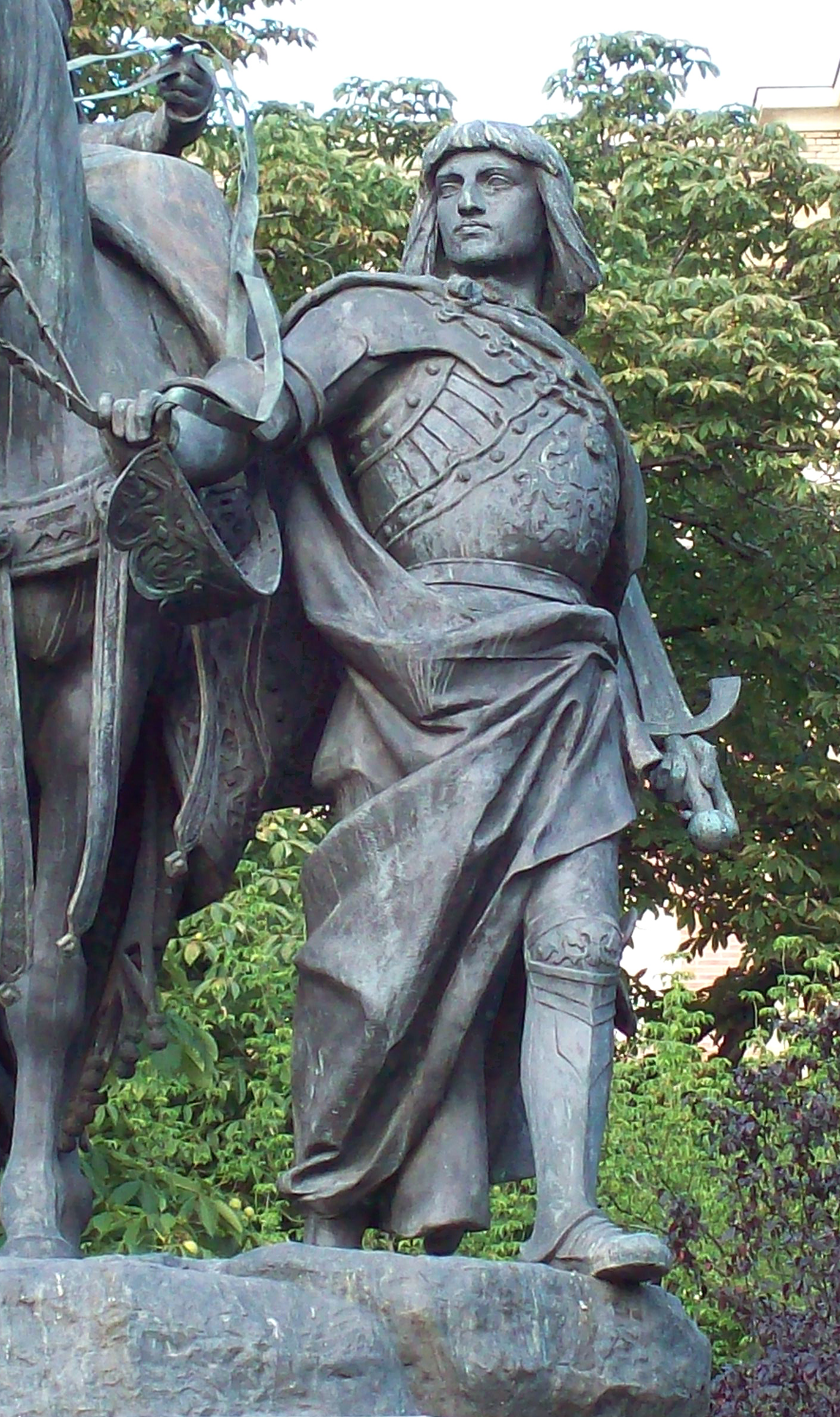
Statue von Córdoba in Madrid (M. Oms, 1883)

Gonzalo Fernández de Córdoba y Aguilar (* 16. März 1453 in Montilla bei Córdoba; † 2. Dezember 1515 in Granada) war ein spanischer General und Staatsmann im Dienste der „Katholischen Könige“.

## Leben
Gonzalo war der zweite Sohn des Don Pedro Fernandez de Córdoba, Graf von Aguilar, und seiner Frau Elvira de Herrera, die aus der Familie der Enríquez stammte, die Erb-Admirale von Kastilien, einer Nebenlinie des Königshauses.
Gonzalo wurde am 16. März 1453 in Montilla bei Córdoba geboren. Der Vater starb, als Gonzalo und sein älterer Bruder Alonso fast noch Kinder waren. Die Grafen von Aguilar führten eine Erbfehde mit den Cabra. Gonzalo und sein Bruder wurden in die Kämpfe der rivalisierenden Parteien hineingezogen. Als jüngerer Sohn war Gonzalo gezwungen, selbst sein Glück zu machen, wenn er auch von seinem überaus reichen Bruder Alonso großzügig unterstützt wurde.
Er diente zuerst im Gefolge des Infanten Alfons von Kastilien, des Bruders des Königs. Nach dessen plötzlichem Tod 1468 stellte er sich in den Dienst Isabellas, der künftigen Königin.
Während des Bürgerkriegs und des Konflikts mit Portugal, die die ersten Regierungsjahre Isabellas überschatteten, kämpfte Gonzalo Fernández de Córdoba unter Alonso de Cárdenas, dem letzten Maestre (Ordensmeister) des Ordens von Santiago. Nach der siegreichen Schlacht von Albuera belobigte ihn der Großmeister und sagte, er habe ihn immer in vorderster Linie gesehen, weil er wegen seiner prächtigen Rüstung eine auffallende Erscheinung sei. Tatsächlich scheint Fernández, der als General immer klug und besonnen vorging, als junger Mann durch seinen ungestümen Wagemut aufgefallen zu sein. Er scheint ein ausgeprägtes Gefühl dafür gehabt zu haben, dass ihm sein Ruf der Furchtlosigkeit, ein freigebiger Überfluss und eine prächtige Erscheinung die Loyalität und Zuneigung seiner Soldaten sichern würde.

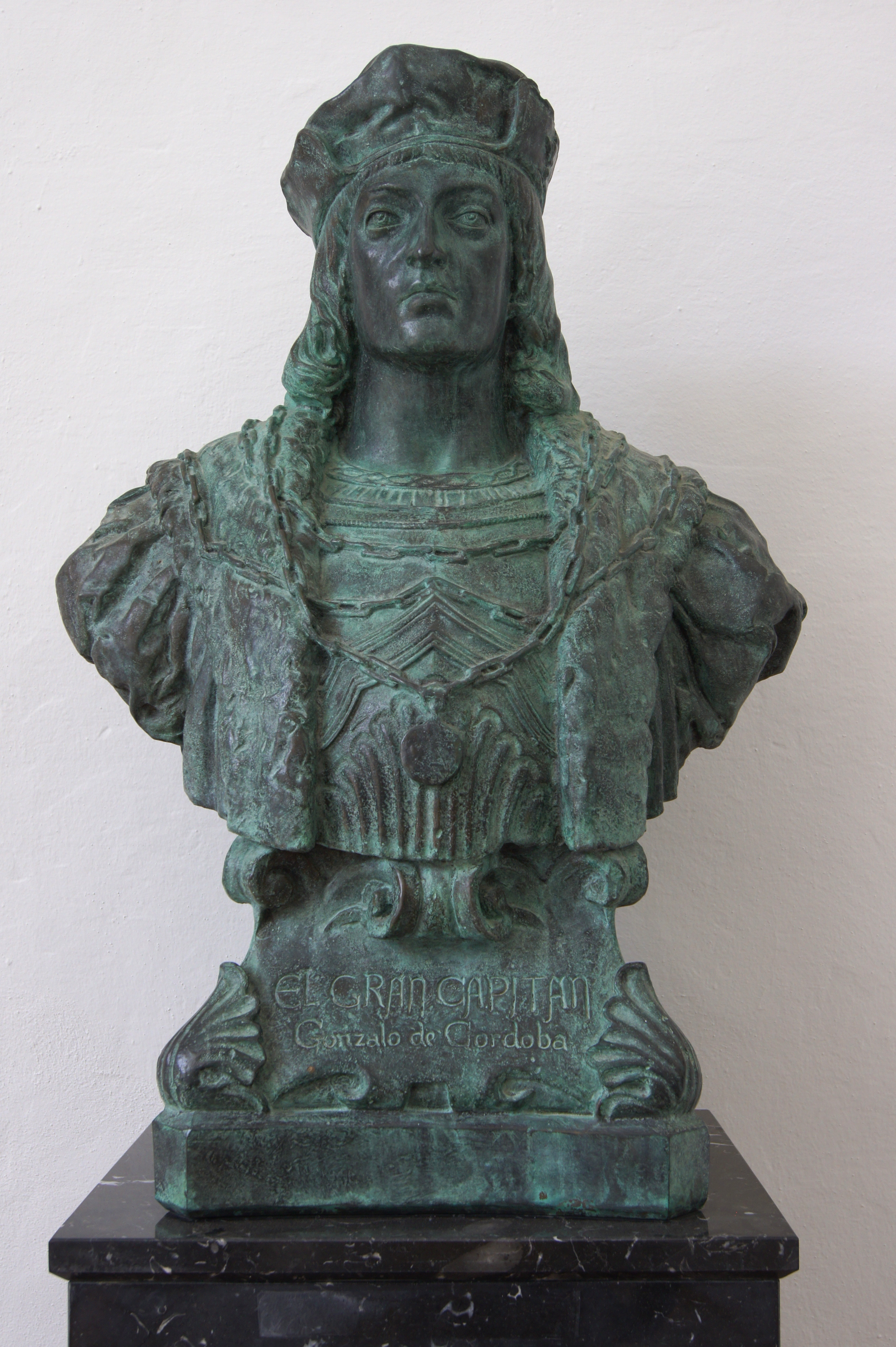
El Gran Capitan

Fernández vervollständigte seine Ausbildung im Kriegshandwerk während der zehn Jahre dauernden Eroberung Granadas unter seinem Bruder, dem Grafen von Aguilar, dem Großmeister des Santiago-Ordens und Íñigo López de Mendoza y Quiñones, dem Grafen von Tendilla, die er immer als seine Lehrmeister bezeichnet hat. Dieser Krieg war vor allem ein Guerillakrieg, bestehend aus Überraschungsangriffen, Kämpfen um Städte und Burgen, Scharmützeln und Hinterhalten im Gebirge. Ein Krieg, der Militärtechniker und Guerillaführer gleichermaßen erforderte. Gonzalos größtes persönliches Heldenstück war die Verteidigung des vorgeschobenen Postens Íllora. Außerdem befehligte er die Eskorte der Königin auf ihrem Weg durch Granada und schlug vor ihren Augen ein Kommando der Mauren zurück. Als Granada kapitulierte, war er wegen seiner Kenntnisse der arabischen Sprache einer der Offiziere, die zur Führung der Friedensverhandlungen ausgewählt wurden.

### Neapolitanische Kriege
Bisher war Gonzalo nur als begabter Offizier in untergeordneten Kommandos bekannt, aber seine Fähigkeiten blieben Isabella, die auch seine ritterliche Mischung aus Hingabe und Respekt gegenüber ihr als Frau und Königin schätzte, nicht verborgen. Als die katholischen Könige 1495 ein Heer aufstellten, um das aragonesische Königshaus von Neapel gegen Karl VIII. von Frankreich zu unterstützen, wurde Fernández auf Wunsch der Königin zum Oberbefehlshaber der spanischen Expeditionsarmee bestimmt, um König Ferrandino von Neapel zu helfen, sein Reich wiederzuerlangen. Er landete bei Reggio Calabria und vertrieb die Franzosen rasch aus Unteritalien, wofür er den Beinamen El Gran Capitán („der große Kapitän“) erhielt und vom König Friedrich von Neapel zum Herzog von Sant’ Angelo und 1502 zum Herzog von Terranuova erhoben wurde. Nach Guicciardini erhielt er den Titel wegen des bekannten Hochmuts der Spanier, aber die Bezeichnung setzte sich schnell bei den Soldaten der unterschiedlichsten Nationen durch, die ihn wohl für angemessen hielten. Nach einer weiteren These handelte es sich um eine Rückübersetzung seines tatsächlichen militärischen Ranges (capitan general im Jahr 1496), die über die französische Variante grand-capitaine zurück ins Spanische gelangte.
Als König Ludwig XII. von Frankreich 1500 im geheimen Bündnis mit Spanien neue Angriffe auf Neapel machte, wurde die spanische Flotte unter Gonzalo in die italienischen Gewässer geschickt, um Neapel für die Verbündeten zu erobern. Der eigentliche Zweck wurde durch eine kurze Expedition gegen die Osmanische Flotte getarnt; 1501 aber wandte sich Gonzalo Fernández nach Süditalien, unterwarf dasselbe und schloss Tarent ein, welches am 1. März 1502 kapitulierte. Bald aber entstand über die Teilung des eroberten Königreichs Streit zwischen den Franzosen und Spaniern. Eine Zeit lang wurde der Krieg wie das ritterliches Turnier von Barletta geführt, wohin sich Gonzalo begeben hatte; im Januar 1503 aber wurde der Herzog von Nemours Louis d’Armagnac, der die Franzosen befehligte, zu einem verlustvollen Rückzug genötigt und am 28. April 1503 bei Cerignola völlig geschlagen, wobei Louis d’Armagnac fiel. Gonzalo Fernández hielt einen glänzenden Einzug in Neapel, und das ganze Königreich außer Gaeta erkannte die spanische Herrschaft an. In der Schlacht am Garigliano besiegte Gonzalo 1503 die französischen Kräfte endgültig und brachte Gaeta am 1. Januar 1504 zur Kapitulation. Gonzalo wurde nun zum Vizekönig von Neapel ernannt, erregte aber durch die große Beliebtheit, die er mittels kluger und umsichtiger Verwaltung gewann, die Eifersucht des Königs Ferdinand, der ihn 1506 unter äußerlichen Auszeichnungen nach Spanien zurückrief, wo er zurückgezogen vom spanischen Hof lebte. Er starb am 2. Dezember 1515 in seiner Villa in der Nähe von Granada an Malaria. Überlebt wurde er von seiner Tochter Elvira Fernández de Córdoba y Manrique.
Seine letzte Ruhestätte fand er 1522 mit Erlaubnis Karls V. im Kloster San Jerónimo de Granada.

## Sonstiges
- In der andalusischen Stadt Loja gibt es eine nach ihm benannte Brücke über den Río Genil.

## Denkmäler und Darstellungen

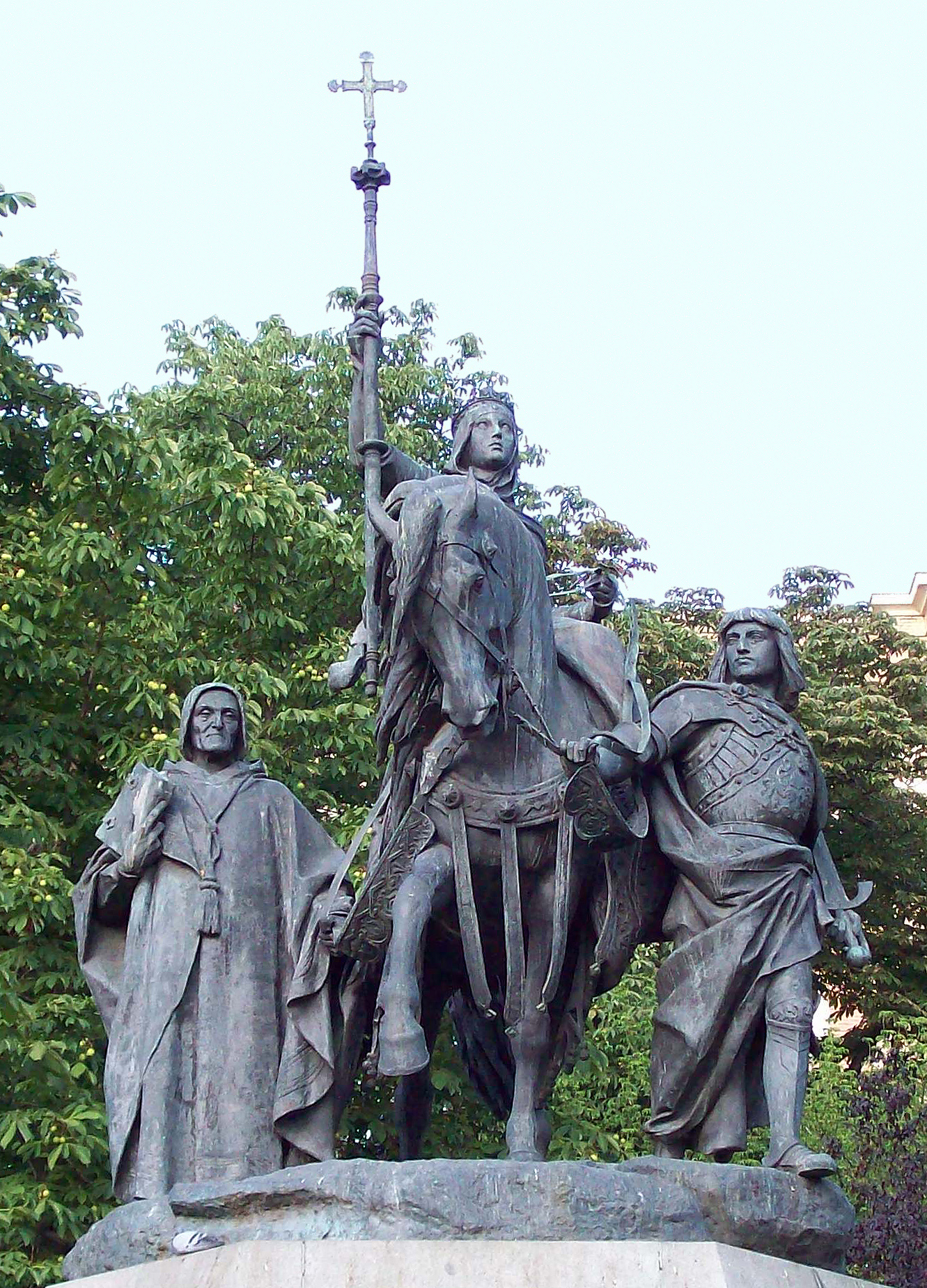
Denkmal für Isabella von Kastilien mit Gonzalo Fernández de Córdoba auf dem Paseo de la Castellana in Madrid
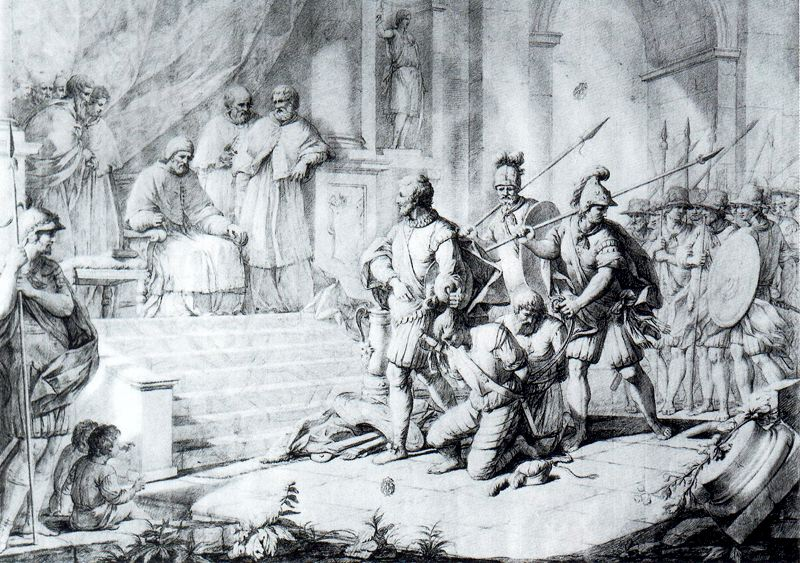
El Gran Capitán vor Papst Alexander VI. 1778. Zacarías González Velázquez.
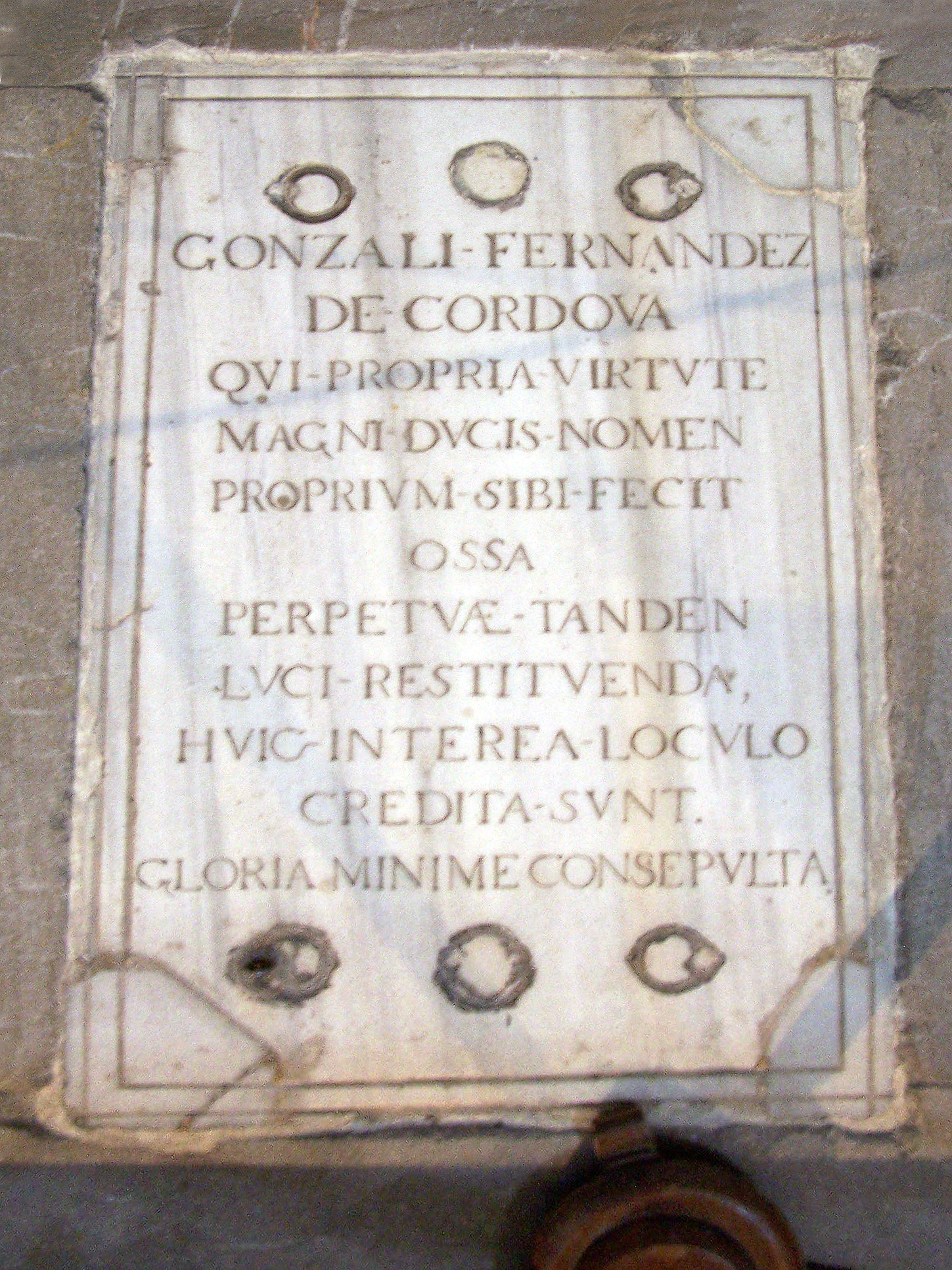
Epitaph im Kloster San Jerónimo de Granada
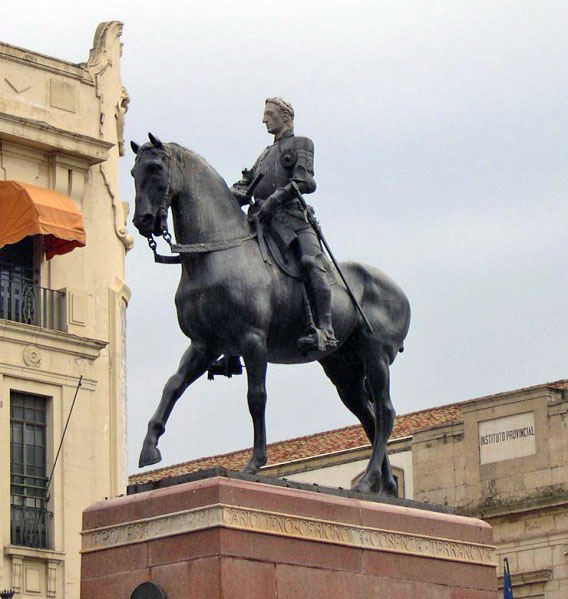
Denkmal Gran Capitán auf dem Plaza de las Tendillas in Córdoba